# Zibane Ngozi
Zibane Ngozi (Gaborone, 31 oktober 1992) is een atleet uit Botswana. Hij heeft olympisch brons gewonnen tijdens de Olympische spelen 2021 op de 4x400 meter voor mannen.

## Carrière
In 2019 werd Ngozi geselecteerd voor zijn eerste grootte toernooi: de wereldkampioenschappen atletiek 2019. Ngozi liep de 4x400 meter voor mannen. De Botswaanse ploeg kreeg een diskwalificatie, wat einde toernooi betekende voor Ngozi. Tijdens de Afrikaanse Spelen 2019 wist de ploeg goud te behalen.
De World Athletics Relays 2021 werd Ngozi geselecteerd om de 4x400 meter gemengd te lopen. De World Athletics Relays 2021 was tevens een kwalificatietoernooi voor de Olympische Zomerspelen van 2021. Het lukte de ploeg niet om tot de finale door te dringen. Ze werden 7e, laatste en dit betekende dat dat de Botswaanse 4x400 meter ploeg zich niet plaatste voor Olympische Zomerspelen van 2021.
Ngozi deed mee tijdens de Olympische Zomerspelen van 2021. Ngozi kreeg geen individuele startplaats en werd wel geselecteerd voor de 4x400 meter mannen. De Botswaanse ploeg kwam de halve finale door en plaatste zich voor de finale. In de finale lagen de Botswaanse ploeg op koers voor Olympisch zilver. Op het laatste moment werd Botswana ingehaald door de Nederlander Ramsey Angela en Nederland verwees Botswana naar de derde plek in een nieuw Afrikaans record: 57,27 s. Dit betekende na Nijel Amos, die tijdens Olympische Zomerspelen van 2012 zilver behaalde op de 800 meter, de tweede Olympische medaille ooit voor Botswana.
Voor de wereldkampioenschappen atletiek 2022 in Eugene werd Ngozi geselecteerd voor de 4x400 meter. De Botswaanse ploeg had zich niet gekwalificeerd voor de finale door een hindering. Door een toevoeging deed Botswana toch wel mee in de finale, maar helaas zonder succes met een zesde plaats in de eindklassering. In datzelfde jaar werd de ploeg Afrikaans kampioen en op de Gemenebestspelen 2022 behaalde de ploeg het zilver. De wereldkampioenschappen atletiek 2023 een jaar daarna eindigde in een deceptie voor de de ploeg door een overgangsfout met het doorgeven van het stokje. Ze kregen een net als in 2019 weer een diskwalificatie omdat ze niet in het vak waar het stokje kan overgegeven worden het stokje hebben overgegeven.

## Persoonlijke records
Outdoor
| Onderdeel       | Prestatie              | Datum            | Plaats      |
| --------------- | ---------------------- | ---------------- | ----------- |
| 100 m           | 10,49 s (+1,2 m/s)     | 19 februari 2022 | Gaborone    |
| 200 m           | 20,87 s (+1,5 m/s)(NR) | 15 mei 2022      | Francistown |
| 400 m           | 45,13 s                | 16 juni 2021     | Francistown |
| 400 m           | 45,13 s                | 26 mei 2023      | Gaborone    |
| 4x100 m         | 39,52 s                | 28 augustus 2019 | Rabat       |
| 4x400 m         | 2:57,27 s AR           | 7 augustus 2021  | Tokio       |
| 4x400 m gemengd | 3:20,97 s              | 1 mei 2021       | Chorzów     |

## Palmares

### 4x400 m mannen
- 2019: DQ in serie WK
- 2019:  Afrikaanse Spelen 2019 - 3:02,55
- 2021:  OS - 2.57,27 (AR)
- 2022:  AK - 3:09,25

- 2022: 6e WK - 3:00,14
- 2022:  Gemenebestspelen 2022 - 3:01,85
- 2023: DQ in serie WK

### 4x400 m gemengd
- 2021: World Athletics Relays 7e in serie - 3:20,97

- World Athletics: 14824533